# Duca di Connaught e Strathearn
Il titolo di duca di Connaught e Strathearn fu concesso dalla regina Vittoria del Regno Unito di Gran Bretagna e Irlanda al suo terzo figlio maschio, principe Arturo, il 24 maggio 1874.
Un reggimento militare canadese, The British Columbia Regiment (Duke of Connaught's Own), è un reggimento corazzato canadese chiamato in onore del I duca. Un reggimento di cavalleria dell'esercito indiano britannico, il 6th Duke of Connaught's Own Lancers (Watson's Horse), prende anch'esso il nome dal I duca.

## Storia
Per tradizione, i membri della famiglia del sovrano hanno sempre ricevuto titoli associati a Inghilterra, Scozia, Irlanda e Galles, le quattro Home Nations  costituenti il Regno Unito di Gran Bretagna e Irlanda. Il ducato di Connaught e Strathearn prese il nome da una delle quattro province dell'Irlanda, il Connacht (secondo la  moderna ortografia in lingua irlandese).
Il titolo era visto come il più adatto, se disponibile, per il terzo figlio maschio del monarca britannico, dal momento che il primogenito maschio ed erede al trono era tradizionalmente duca di Cornovaglia (in Inghilterra) e duca di Rothesay (in Scozia), nonché da un certo punto in poi principe di Galles, e il secondogenito sarebbe diventato duca di York, se il titolo era disponibile.
Dal momento dell'uscita dell'Irlanda dal Regno Unito nel 1922, titoli relativi a posizioni nello Stato libero d'Irlanda, successivamente Repubblica d'Irlanda, non furono più concessi, tranne che in un solo caso: il principe di Galles e futuro re Edoardo VIII fu nominato cavaliere dell'ordine di San Patrizio. Tuttavia, i titoli territoriali relativi all'Irlanda del Nord hanno continuato ad essere assegnati.
Dopo la morte del principe Arturo nel 1942, il titolo fu ereditato dal nipote, Alastair, figlio di suo figlio Arturo, che era deceduto qualche anno prima. Alla morte di Alastair, avvenuta 15 mesi dopo quella del nonno, in assenza di eredi maschi il titolo divenne estinto.

### Duca di Connaught e Strathearn (1874)
Titoli sussidiari: conte di Sussex
| Immagine      | Nome             | Nascita       | Consorte                    | Inizio della detenzione del titolo | Morte           | Note                                                                                            |
| ------------- | ---------------- | ------------- | --------------------------- | ---------------------------------- | --------------- | ----------------------------------------------------------------------------------------------- |
| Prince Arthur | Principe Arturo  | 1 maggio 1850 | Luisa Margherita di Prussia | 24 maggio 1874                     | 16 gennaio 1942 | Terzo figlio maschio della regina Vittoria e del principe Alberto                               |
|               | Alastair Windsor | 9 agosto 1914 | celibe                      | 16 gennaio 1942                    | 26 aprile 1943  | Figlio del principe Arturo di Connaught e nipote e del precedente duca. Morì senza discendenza. |